# Błażej Korczyński
Błażej Korczyński (Katowice, 7 agosto 1978) è un allenatore di calcio a 5 ed ex giocatore di calcio a 5 polacco, attuale commissario tecnico della Polonia.

## Carriera

### Giocatore
Korczyński è stato un pivot estremamente prolifico: le 314 reti realizzate durante la carriera lo pongono al secondo posto della classifica dei marcatori di tutti i tempi del campionato polacco di calcio a 5 dopo Daniel Krawczyk. È stato inoltre capocannoniere delle edizioni 1998-99 e 2007-08. A livello di club ha vinto cinque campionati e quattro coppe nazionali. Con la Nazionale di calcio a 5 della Polonia ha disputato il campionato europeo 2001, edizione che ha segnato il debutto della selezione mitteleuropea nella fase finale.

### Allenatore
Nelle ultime stagioni prima del ritiro Korczyński ha interpretato il doppio ruolo di allenatore-giocatore del Wisła Cracovia, con cui ha vinto un campionato e due coppe nazionali. Tra il 2015 e il 2017 fa da assistente ad Andrzej Bianga, commissario tecnico della Polonia, prendendone il posto il 25 ottobre 2017 in seguito alle sue dimissioni. Sotto la guida di Korczyński, la selezione mitteleuropea ottiene la qualificazione sia al campionato europeo 2018 che a quello successivo del 2022.

## Palmarès
- Campionato polacco: 4
Clearex Chorzów: 2001-02
Baustal Cracovia: 2004-05
Nova Gliwice: 2007-08
Wisła Cracovia: 2012-13
- Coppa di Polonia: 4
Clearex Chorzów: 2002
Baustal Cracovia: 2005
Wisła Cracovia: 2011, 2014